# Pyrgeometr
Pyrgeometr – przyrząd służący do pomiaru natężenia promieniowania długich fal podczerwonych emitowanych przez Ziemię i atmosferę. 

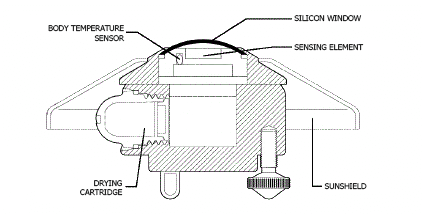
Schemat Pyrgeometru

Działanie pyrgeometru oparte jest na wykorzystaniu zjawiska Seebecka, w dużym uproszczeniu promieniowanie podczerwone wpadając na górną powierzchnię termostosu (rodzaj termopary) podnosi jej temperaturę w stosunku do powierzchni dolnej, dzięki różnicy temperatur wytwarza się napięcie dzięki któremu możemy obliczyć natężenie strumienia. Pyrgeometr mierzy promieniowanie w zakresie 3 – 100 μm. Do pomiarów krótkich fal podczerwonych służy Pyrradiometr. Pyrgeometr jest bardzo czułym urządzeniem, musi być osłonięty od światła słonecznego, gdyż może to wpłynąć na jego wskazania zależne od temperatury.

## Strojenie
W badaniach bardzo ważne są wartości referencyjne promieniowania, za ich aktualną wartość odpowiada The Infrared Radiometry Section of the World Radiation Centre (ang. Sekcja Radiometrii podczerwonej przy Światowym Centrum Promieniowania) z siedzibą w Davos. Na podstawie tych danych kalibrowane są wszystkie pyrgeometry na świecie, aktualnie w skład mierników wzorcowych wchodzą dwa pyrgeometry Eppley: PIRs 31463F3 i 31464F3 oraz dwa Kipp&Zonen: CG4 FT004 i CG4 010535, wszystkie zostały zamontowane w latach 2003–2004. Piąty miernik Kipp&Zonen CG4 030669 został podłączony w roku 2008, ale nie jest używany do kalibracji.